# Wolfgang Landgraeber

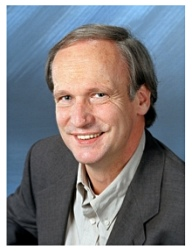
Wolfgang Landgraeber (2013)

Wolfgang Landgraeber (* 7. Juli 1947 in Zell (Mosel)) ist ein deutscher Fernsehjournalist und Filmemacher.

## Überblick
Landgraeber leitete bis zum 31. August 2012 die Programmgruppe Gesellschaft/Dokumentation des Westdeutschen Rundfunks/Fernsehen. Er gehörte von Ende der 1970er bis Ende der 1990er Jahre zu den renommierten investigativen Fernsehjournalisten des öffentlich-rechtlichen Fernsehens in Deutschland. Für seine Arbeit als Redakteur und Reporter bei den Magazinen Monitor und Panorama und als Autor längerer Dokumentarfilme und Fernsehdokumentationen erhielt er zahlreiche Preise auf in- und ausländischen Film- und Fernsehfestivals, darunter einen Adolf-Grimme-Preis sowie Preise in Oberhausen und Mannheim, Moskau und New York. Er lehrt seit 1981 regelmäßig an deutschen Filmhochschulen und Universitäten.

## Leben und Arbeiten
Landgraeber wuchs in Wolfsburg und Dortmund auf. Er studierte Sozialwissenschaften und Philosophie in Bochum und München, danach Dokumentarfilm und Fernsehpublizistik an der Hochschule für Fernsehen und Film München. Seinen Abschluss machte er 1978 mit dem mehrfach preisgekrönten politischen Dokumentarfilm „Nah beim Schah“.
Von Ulrich Wickert wurde er 1977 zum WDR geholt. Für das politische Magazin Monitor produzierte er mehr als 100 Beiträge zu politischen, sozialen und ökologischen Themen, zum großen Teil unter Anwendung investigativer Methoden, z. B. im Geldwäscher-, Waffenschieber- und Geheimdienstmilieu. Von 1979 bis Ende 1983 war er Co-Moderator bei Monitor und trat bis 1988 zusammen mit anderen Monitor-Redakteuren und -Reportern regelmäßig in der Sendung „Monitor im Kreuzverhör“ auf. 1988 wechselte er zum Magazin Panorama und zur Sendung "Panorama nachgefragt". 1993 ging er zurück zum WDR und wurde dort 1998 Leitender Redakteur für politische Dokumentationen und Reportagen. Nebenbei wirkte er als Fachkommentator für gesellschaftspolitische und ökologische Themen in den Tagesthemen und als Autor für Glossen in der täglichen Reihe Auf ein Wort im Hörfunkprogramm WDR 4. In den Jahren 1992, 1999 und 2001 arbeitete er zeitweise als Korrespondent in den ARD-Studios Ostberlin, Washington und Moskau.
Landgraeber nimmt seit 1982 regelmäßig Lehraufträge an Filmschulen und Universitäten wahr und ist Mitglied von Festivaljuries im In- und Ausland. Er verfasste zahlreiche Buchbeiträge zu medienwissenschaftlichen und medienkritischen Themen.
Seit 1979 hat er neben seiner Arbeit als Redakteur rund 30 Dokumentarfilme, Fernsehdokumentationen und Reportagen produziert, die auf nationalen und internationalen Film- und Fernsehfestivals eine Vielzahl von Preisen gewannen. Ihr gemeinsames Merkmal ist eine kritische Sicht auf die Innen- und Außenpolitik der Bundesrepublik Deutschland, ihre Repräsentanten und ihre Geschichte. Die Themenbereiche Militarismus und Waffenexport gehören zu Landgraebers Schwerpunkten, mit Kinodokumentarfilmen wie Fern vom Krieg (1984), Panteon Militar (1991/92) und Vom Töten leben (2016).
2001 wurde Landgraeber Leiter der Programmgruppe Gesellschaft/Dokumentation beim WDR. In ihr entstanden seither jährlich rund 50 aufwändige Einzelstücke und Mehrteiler für die ARD aus Kultur, Geschichte und Natur sowie Porträts von prägenden Politikern der Bundesrepublik. Für das WDR Fernsehen produziert die Programmgruppe Filme über die Region Nordrhein-Westfalen, ihre Menschen und ihre Geschichte auf mehreren wöchentlichen Programmplätzen. In der renommierten WDR-Dokumentarfilmredaktion entsteht regelmäßig eine Vielzahl von Kino-Koproduktionen. Seit seinem Ausscheiden beim WDR arbeitet Landgraeber als freier Filmemacher in München. Von 2013 bis Anfang 2018 war er Mitglied im bayerischen Regionalvorstand der Arbeitsgemeinschaft Dokumentarfilm (AGDOK). Zur Zeit wirkt Landgraeber als Online-Journalist beim internationalen Informationsdienst GN-STAT (Global Net – Stop the arms trade) mit. Aufsehen erregte er u. a. mit einer Recherche über den Einsatz deutscher Waffen beim Völkermord an den Armeniern 1915/16.

## Auszeichnungen (Auswahl)
- 1976: Preis der deutschen Filmkritik für „Wohnen möchte ich hier nicht“ bei den Oberhausener Kurzfilmtagen
- 1978: Großer Preis der Stadt Oberhausen, VHS-Preis, FIPRESCI-Preis für „Nah beim Schah“ bei den Oberhausener Kurzfilmtagen
- 1984: Großer Preis der Stadt Mannheim, FIPRESCI-Preis und Interfilm-Award für „Fern vom Krieg“ bei den Internationalen Mannheimer Filmtagen; Nominierung zum Bundesfilmpreis
- 1985: Adolf-Grimme-Preis: Ehrende Anerkennung für die Monitor-Sendung vom 21. August 1984
- 1985: Friedenspreis des Internationalen Filmfestivals Moskau für „Südfrüchte aus Oberndorf“
- 1986: Josef-Drexel-Preis der Nürnberger Nachrichten für die Monitor-Redaktion
- 1987: RFFU-Medienpreis für die MONITOR-Redaktion
- 1996: Gold Medal bei den New York Festivals für „Angst im Flugpreis inbegriffen“ (Redaktion)
- 1998: CIVIS-Preis für einen Monitor-Beitrag über absurde Bestimmungen im Ausländerrecht
- 2006: Banff World Television Award Nominierung für „Windstärke 8“ (Redaktion)
- 2011: Silver Plaque des Hugo Television Award für „Gesucht wird...der arabische Schindler“ (Redaktion)
- 2011: Gold Award der New York Festivals für „Günter Wallraff – Schwarz auf Weiß“ (Redaktion)

## Filmografie (Auswahl)
- 1978: Nah beim Schah (Kinodokumentarfilm)
- 1979: Viva Loisaida! Die Lower East Side – ein Ghetto in New York (ARD)
- 1979: Nur ein paar braune Schafe? – Neonazis an deutschen Schulen (ARD)
- 1980: Die Illusionen habe ich mir abgeschminkt – Freigekaufte DDR-Häftlinge in der Bundesrepublik (WDR)
- 1984: Fern vom Krieg (Kinodokumentarfilm)
- 1984: Südfrüchte aus Oberndorf
- 1985: Unter deutschen Dächern – Das Oberndorfer Gewissen (ARD)
- 1987: Fabelzeiten – Langzeitbeobachtung eines Lauftalents (WDR)
- 1990: Das geschenkte Gesicht – Deutsche Gesichtschirgurgen helfen Kriegsopfern in Kambodscha (WDR, DW)
- 1991: Gesucht wird...der unsichtbare Tod – Über die Forschung an biologischen Waffen (ARD)
- 1992: Panteon Militar – Der „Kreuzzug gegen die Subversion“ in Argentiniens Militärdiktatur (Kinodokumentarfilm)
- 1992: Die Zerstörung der RAF-Legende (ARD)
- 1993: Der Drahtzieher – wie Wolfgang Schäuble dem Kanzler das Regieren ermöglicht (ARD)
- 1995: Vier Kanzler in Bonn und die Liebe zur Macht – Die CDU wird 50 (ARD)
- 1996: Zar Boris und die Brandstifter – Jelzins Tschetschenienkrieg (ARD)
- 1997: Dada-mpf-da! Wie die bayerische Biermösl Blosn Politikern den Marsch bläst (ARD)
- 1998: Diamantenfieber – Edelsteine aus dem Ozean (ARD)
- 1998: Das Ende einer Ära – ein Kanzler tritt ab (ARD)
- 1999: Kisten, Kölsch und Abschiedskummer – Der Bundestag zieht an die Spree (ARD)
- 2000: Kohls Mädchen, Kohls Erbin – Angela Merkels Weg zur Macht (ARD)
- 2001: Siegen oder Untergehen – Die letzten Tage der "Graf Spee" (ARD)
- 2006: 100 Millionen Karat – Die Diamantendynastie Oppenheimer (ARD)
- 2016: Vom Töten leben (Kinodokumentarfilm). Der Film über Oberndorf am Neckar, Sitz der Firmen Heckler & Koch und Rheinmetall Defence (früher Mauser) wurde beim Internationalen Dokumentarfilmfestival München uraufgeführt. Weitere Festivalteilnahmen: SWR Dokumentarfilmfestival 2017; Olympia International Filmfestival 2017

## Schriften
- Der politische Kurzfilm in Oberhausen 1967–1971. In: Werner Petermann, Ralph Thoms (Hrsg.): Kino-Fronten – 20 Jahre ´68 und das Kino. Trickster-Verlag, München 1988.
- Wolfgang Landgraeber, Ekkehard Sieker, Gerhard Wisnewski: Das RAF-Phantom. Neue Ermittlungen in Sachen Terror. Neuausgabe. Knaur-Verlag, München 2008.
- Deutschland im Herbst – Das Thema „Terrorismus“ in deutschen Spielfilmen zwischen 1975 und 1985, Hrsg. Reimers, Karl-Friedrich, UVK-Medien Oelschläger 1995
- "Nicht schon wieder ein Tag im Baumarkt!" in: Wolf, Fritz (Hrsg.) Alles Doku oder was? Über die Ausdifferenzierung des Dokumentarischen im Fernsehen, Landesanstalt für Mediem Nordrhein-Westfalen 2003
- Ihr da draußen, wir hier drinnen – vom komplizierten Verhältnis zwischen Dokumentarfilmautor und Redakteur in: Feil, Georg (Hrsg.): Dokumentarisches Fernsehen – eine Bestandsaufnahme, UVK-Verlagsgesellschaft Konstanz 2003
- Der politische Dokumentarfilm im deutschen Fernsehen – eine aktuelle Bestandsaufnahme in: Mit Bildern bewegen – der politische Film heute Friedrich-Ebert-Stiftung 2009
- "Bitte keine Elendsbilder!" in: Strategien der Annäherung – Darstellung des Fremden im Deutschen Fernsehen, Hrsg. Julia Bayer u. a., Horlemann-Verlag Bad Honnef 2004
- "Hauptsache dagegen!" in: Bilder wilder Jahre – Politische Filme der 1970er Jahre an der HFF, Hrsg. Früh, Judith und Simon, Helen, edition Text und Kritik München 2011
- Kritischer Journalismus im Kampf um Aufklärung: Medienfreiheit in Zeiten von Manipulation, Überwachung und Verfolgung. Brandes & Apsel 2024, ISBN 978-3955583767